# Most kolejowy w Gorzowie Wielkopolskim
Most kolejowy w Gorzowie Wielkopolskim – jednotorowy łukowy most kolejowy przez Wartę w Gorzowie Wielkopolskim, na trasie linii kolejowej nr 367. 